# Förbundet Finlands Svenska Synskadade
Förbundet Finlands Svenska Synskadade (FSS) är en organisation av svenskspråkiga synskadade i Finland. Förbundet verkar som intresse-, kontakt- och serviceorganisation i alla delar av Svenskfinland: FSS har sju medlemsföreningar med verksamhetscentra i Jakobstad, Vasa, Åbo, Mariehamn, Ekenäs, Helsingfors och Borgå. Förbundet har cirka 800 synskadade personmedlemmar. I Finland finns det omkring 80000 synskadade personer varav i Svenskfinland ungefär 5000. FSS mål är att bevaka deras intressen och producera tjänster som kompletterar samhällets serviceutbud.
FSS verkar för att Finlands svenskspråkiga synskadade skall uppnå full samhällelig delaktighet och jämlikhet i socialt, kulturellt och ekonomiskt hänseende. Förbundets serviceutbud och intressebevakning utgör en del av den tredje sektorns insatser för ett tryggare och mer jämlikt samhälle.

## Historia
Samfundet Finlands Svenska Blinda r.f. grundades år 1946 och var den första svenskspråkiga blindorganisationen i Finland. Samfundet grundades på initiativ av blinda och synsvaga människor som även ledde verksamheten. År 1972 ändrades organisationens namn till Finlands Svenska Synskadade och förkortningen FSS används ännu idag. År 1988 ombildades FSS till ett förbund och från och med 1990 heter FSS Förbundet Finlands Svenska Synskadade rf. Förbundets verksamhet har under de senaste årtiondena förändrats från social verksamhet till information, kommunikation, rehabilitering, intressebevakning och resursanskaffning.